# هونج كونج إي بريكس 2017
هونج كونج إي بريكس 2017 (السباق 1) هو سباق سيارات فورمولا إي الكهربائية
أقيم بتاريخ 2 ديسمبر 2017 في Hong Kong Central Harbourfront Circuit ‏، الصين، وكان السباق 1 من أصل 12 في بطولة العالم للفورمولا إي 2017–18، وكان أول المنطلقين جان إيريك فيرجين ‏.
فاز بالمركز الأول سام بيرد ‏، وكان صاحب أسرع لفة Jérôme d'Ambrosio ‏.